# Persiska

Geografisk utbredning av persiska som modersmål

Persiska (persiska: فارسی, fārsi, /fɒːɾsiː/), är ett iranskt språk inom den indoiranska grenen av de indoeuropeiska språken. Det talas främst i Iran (där kallat fārsi eller pārsi), Afghanistan (där kallat dari sedan 1964 av politiska skäl), Tadzjikistan (officiellt kallat tājik av politiska skäl av Sovjetunionen) och andra länder som historiskt varit under persiskt inflytande. 
Persiska är ett av världens äldsta levande språk och omfattar tre historiska faser: 
- fornpersiska (500 f.Kr.–200 e.Kr.)
- medelpersiska (200–900 e.Kr.)
- nypersiska (800 e.Kr.–nutid).

Språket kallades ursprungligen pārsi; namnet fārsi tillkom som en följd av den arabiska erövringen av Persien eftersom ljudet [p] saknas i arabiska. Termen fārsi är en endonym och ska allmänt sett inte användas om persiska på andra språk. Den är dock bruklig för att skilja mellan persiskans högspråksvarieteter – främst iransk persiska (fārsi) och afghansk persiska (dari) – vid till exempel tolkning och modersmålsangivelse.
Fornpersiskan uppstod i södra Iran och spreds från akemenidiska riket till Främre Asien och Centralasien. Dagens nypersiska utvecklades under medeltiden i städerna Bukhara och Samarkand och blev tidigt ett handelsspråk längs Sidenvägen.
Persiska är statsbärande språk i Iran och modersmål för ungefär 70 procent av befolkningen i landet. Persiskan har influerat och påverkat många av de språk som talas i andra asiatiska länder, såsom Pakistan, Indien, Turkiet och Armenien. Även i europeiska språk återfinns persiska lånord, till exempel sjal, schack, kebab och paradis.
Den högspråksvarietet av persiska som talas av en betydande del av befolkningen i Afghanistan kallas dari (fārsi-ye dari) och är så nära besläktad med iransk persiska att den betraktas som en persisk dialekt. Skillnaden mellan språkformerna kan liknas vid skillnaden mellan rikssvenskan och finlandssvenskan. Dari talas som modersmål av cirka hälften av den afghanska befolkningen och är även det dominerande språket i huvudstaden Kabul.
I Tadzjikistan är tadzjikiska officiellt språk. Även denna språkform står persiskan mycket nära och betraktas emellanåt som en persisk dialekt. Tadzjikiskan skrivs dock med det kyrilliska alfabetet och har en något annorlunda struktur, i synnerhet när det gäller vokalerna. Skillnaden mellan språkformerna kan liknas vid skillnaden mellan svenska och norska.
Vidare talas persiska (inklusive dari och tadzjikiska) av minoriteter i många av grannländerna, såsom Uzbekistan, Irakiska Kurdistan, Qatar, Förenade arabemiraten och Irak, liksom av mycket stora grupper av utvandrade iranier och afghaner i framför allt USA (närmare 3 miljoner), Kanada och Västeuropa. I Sverige talas (2023) persiska av omkring 170 000 personer. Språkets markanta utbredning utanför Iran och Afghanistan beror till stor del på att persisktalande under de senaste decennierna har emigrerat från dessa länder av sociala, politiska och ekonomiska skäl.
Persiska var 2004 det fjärde vanligaste språket bland bloggar; det beräknades samma år finnas mer än 75 000 persiskspråkiga bloggar.

## Geografisk fördelning

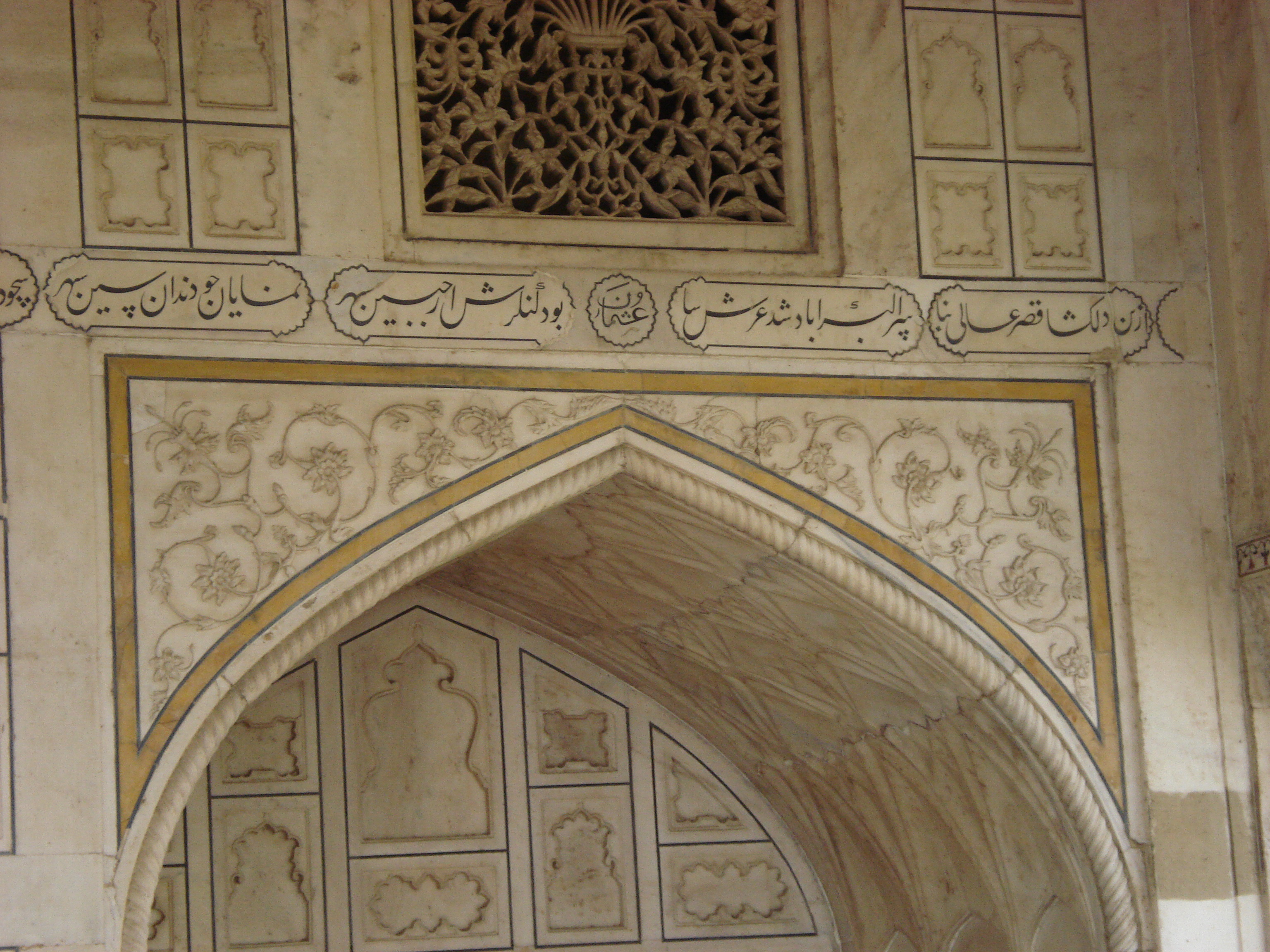
Persiska verser, Röda fortet i Agra, Indien

Förutom i Iran talas persiskan i Centralasien, Afghanistan, och Pakistan. Som folkspråk sträcker det sig över hela gamla Persien (men har dock i norra Azerbajdzjan undanträngts av turkiskan och i norra Khorasan av turkmenskan) samt västkusten av Kaspiska havet upp till Baku.
Bland de moderna språkvarianter som närmast sammanhör med persiska gruppen av de iranska språken kan nämnas följande grupper: 
- De kaspiska språken (Mazenderani i Mazenderan och Gilaki i Gilan), nära besläktade med medelpersiskan.
- De centrala, motsvarande den centrala fornpersiskan (i bland annat Jesd, Kirman[förtydliga])

Andra med de persiska parallella språkgrupper: 
- Kurdiska språk
- De nordvästiranska språkvarianterna, till denna hör en art av medelpersiska (se de kaspiska ovan), och moderna nordiranska dialekter samt den gamla sogdiskan med det moderna yaghnobi, eventuellt ossetiskan
- De nordöstiranska dialekterna eller pamirspråken
- De östiranska (pashto samt baluchi).

## Historia
Persiska språket tillhör den iranska grenen av de indoiranska språken och delar sig efter sin historiska utveckling i tre skeden: forniranskan som omfattar avestiskan och fornpersiskan, medelpersiskan (även kallad pehlevi eller pahlavi) och nypersiskan (nutida persiska). Fornpersiskan har bevarats åt eftervärlden i de akemenidiska kilinskrifterna (520–350 f.Kr.) i Persepolis ruiner, på klippväggarna vid Behistan, Naqsh-e Rostam (nära Susa) och på andra ställen. Efter akemenidernas fall (331 f.Kr.) finns inga lämningar på persiskt språk under fem århundraden. Dessa uppstår först igen under arsacidernas och sassanidernas tid, dåmedelpersiskan uppträder med eget alfabet, först i inskrifter, sedermera i den så kallade pahlavilitteraturen.
Efter att Persien underkuvats av araberna (650) följde åter en nästan litteraturlös period på över 200 år, varefter nypersiskan som skrivs med arabiska bokstäver uppstår med Hanzala Badghisi, Rudagi, Balami och Ferdousi. Nypersiskan har behållit ungefär samma grammatiska formbyggnad sedan dess.

### Språkets utveckling
Den språkliga utvecklingen från forn- till nypersiska karakteriseras i fonetiskt avseende huvudsakligen av slutvokalernas bortfall jämte följande ljudskridningar: Tonlösa k, t, p, c (tch) blir tonande g, d, b, z (lent s). Till exempel:
|        | fornpersiska | medelpersiska | nypersiska | modern persiska |
| död    | mahrka       | mark          | marg       | marg            |
| själv  | xvato        | xvat          | xud-       | xod-            |
| vatten | api          | ap            | ab         | âb              |
| dag    | raucah       | rojj          | roj, roz   | ruz             |

Vidare har f och stundom d blivit h. Till exempel:
|         | fornpersiska | medelpersiska | nypersiska | modern persiska |
| berg    | kaufa        | kof           | koh        | kuh             |
| plats   | gaðué1       | gås           | gäh        | jâ              |
| jag ger | dadämi       |               | mihdam     | mi daham        |
| fot     | pāða2        |               | päy, pah   | pâ              |

I formläran står fornpersiska ungefär på samma nivå som sanskrit. Nomen (men ej verb) har dualis, och av sanskrits åtta kasus saknas endast dativ. Verbet har både konjunktiv och optativ, samma rika utbildning av presensstammen och ungefär samma tempora som sanskrit. Medelpersiskan visar en total ombildning, och dess formbyggnad är redan i allt väsentligt identisk med nypersiskans med mindre skillnad än mellan forn- och nysvenska. Fornpersiska skiljer sig mot nypersiska ungefär så som fornisländska från svenska.
Från början hade nypersiskan de korta vokalerna a, i, u, och de långa ä, i, u, e (ursprungligen ai) och ö (ursprungligen au). I nutida persiska uttalas a som öppet e (eller ä), ä som svenskans å, samt e och ö som i och u. Till exempel hette det förr Eran, nu Iran och förr kõh och rõz, nu küh och rüz. Denna fonetiska förändring är, utöver det arabiska språkets inflytande på språkbruk och ordförråd, nästan den enda utveckling nypersiska genomgått under de senaste 900 åren.

### Skriftens utveckling
Det persiska språket har haft ett antal olika icke-iranska eller iranska alfabet genom historien. 
Ett av de äldsta är kilskriftstecken som återfunnits i olika delar av Iran, bland annat i Behistun, och som användes under akemenidiska dynastin. Persiskan som språk har förändrats och utvecklats och med expansionen av det persiska riket har olika kulturer och folk påverkat det persiska alfabetets natur. Bland de viktigaste är följande:
Medelpersiskan (Pahlavi): Alfabetet utvecklades från arameiskan och blev officiellt under sassaniderna (224–651 e.Kr.). Kännetecken:
- Skrevs från höger till vänster
- Vokalerna hade en mängd olika uttal
- De röda bokstäverna i tabellen nedan användes för att skriva lånord från arameiska.

Parthiska alfabetet utvecklades cirka 200 f.Kr. Den senaste inskriptionen dateras år 292 e.Kr.

Psalter är en variant av det persiska alfabetet som mestadels användes för att skriva på papper. Davidspsalmerna skrivna på psalter-alfabetet har bland annat hittats i nordvästra Kina.

## Ljudlära (Fonetikochfonologi)

### Betoning
Betoningen ligger i huvudsak på ordets sista stavelse. 
- Vissa ändelser utgör en integrerad del av ordet och blir därmed betonade. Detta gäller bland annat ändelserna för bildning av plural, infinitiv och perfekt particip, liksom samtliga ordbildningsändelser, till exempel -i i ett ord som irâni iransk.
- En rad andra morfem är alltid obetonade (enklitiska), till exempel -i som anger obestämd form, râ (-o/-ro) som anger bestämt objekt, e som utgör attributmarkör, liksom de olika personändelserna som fungerar som verbens personändelser samt som objekt- och possessivmarkörer.

För verben bör det särskilt påpekas att 
- betoningen inte ligger på personändelserna,
- betoningen alltid flyttas från själva verbet till prefixen mi- (anger utsträckning i tiden; presens och upprepad/utdragen imperfekt) och be- (anger en ej förverkligad handling; konjunktiv/imperativ/futurum),
- betoningen i sammansatta verb (bestående av ett huvudord och ett betydelsesvagt verb) flyttas till huvudordets sista stavelse, även från prefixen mi- och be-,
- betoningen alltid flyttas till verbnegationen na-/ne-, både från själva verbet, från prefixen mi- och be- samt från ett eventuellt föregående betydelsemässigt huvudord i ett sammansatt verb.

### Vokaler
|       | främre | bakre |
| hög   | /i/    | /u/   |
| medel | /e/    | /o/   |
| låg   | /a/    | /â/   |

Följande detaljer bör observeras:
- /u/ låter som svenskans o.
- /o/ låter som svenskans å.
- /â/ låter som svenskans a i till exempel far.
- /a/ låter som svenskans a i till exempel hatt, men många gånger även som i eng. hat; uttalet av /a/ varierar helt enkelt en aning.

Vokallängd är inte av någon betydelse i den modern persiskans ljudsystem. Att man ändå ofta refererar till /i, â, u/ som långa vokaler och till /e, a, o/ som korta beror på att den språkvetenskapliga traditionen utgår från förhållanden i klassisk arabiska, samt möjligheten att med "långa" referera till vokaler som skrivs ut med bokstäver, medan "korta" refererar till vokaler som normalt inte markeras i skrift.

### Konsonanter
|                    | labialer | alveolarer | palataler | velarer | gutturaler | glottaler |
| tonlösa klusiler   | /p/      | /t/        | /č/       | /k/     |            | /’/       |
| tonande klusiler   | /b/      | /d/        | /dž/      | /g/     | /q/        |           |
| tonlösa frikativor | /f/      | /s/        | /š/       |         | /x/        |           |
| tonande frikativor | /v/      | /z/        | /ž/       | /h/     |            |           |
| nasaler            | /m/      | /n/        |           |         |            |           |
| likvidor           |          | /l/, /r/   |           |         |            |           |
| glidljud           |          |            | /j/       | /w/     |            |           |

Följande detaljer bör observeras:
- När de tonande konsonanterna /b/, /d/, /dž/, /g/, /z/, /ž/ uttalas sist i ord (och inget annat ord följer) är konsonanten många gånger mer eller mindre tonlöst och kan därmed komma att låta som /p/, /t/, /č/, /k/, /s, /š/.
- /č/ uttalas med tydligt t-förslag som c i italienskans ciao, ciabatta.
- /dž/ uttalas med tydligt d-förslag som j i eng. journalist, jam, jeep.
- /x/ uttalas som ett tyskt ach-laut, men som regel med ännu starkare friktionsljud.
- /h/ uttalas sällan sist i ord.
- /q/ uttalas på lite olika sätt beroende på individuella vanor och ljudets position i ordet.
- /’/ representerar en stöt eller så kallat glottal stop, men uttalas som regel inte. I den mån ljudet uttalas, är det vanligast före vokal.
- /w/ uttalas som regel mycket svagt eller inte alls i diftongen /ow/.

## Skrift (Ortografi)

### Det persisk-arabiska alfabetet
De bokstäver som är markerade med rött finns inte i det arabiska alfabetet, utan endast i den persiska varianten av detta alfabet.

### Unipers och Eurofarsi
Det finns en del språkforskare och författare som vill latinisera persiskan, på samma sätt som man 1928 gjorde med turkiskan. De båda genomarbetade förslag till latinsk skrift kallas unipers ("Pârsiye Jahâni") respektive eurofãrsi och har många anhängare, bland annat på Internet. Förslagen skiljer sig åt endast i mycket liten grad och bygger båda på det latinska standardalfabetet med tilläggsbokstäverna â eller ã samt š och ž . Anhängarna menar att det arabiska alfabetet inte återger persiskans uttal på ett adekvat sätt, främst beroende på att vokalerna /a/, /e/, /o/ i princip inte skrivs ut, och att det därmed är opraktiskt och försvårar läsning, språkinlärning och ett korrekt uttal. Det persisk-arabiska alfabetet är svårare att använda på datorer än det latinska, eftersom många program inte stödjer det. Införandet av Unicode innebär mycket bättre stöd för det persisk-arabiska alfabetet.
Följande vedertagna skrivkonventioner rekommenderas i både unipers och eurofârsi:
- ljudet /dž/ skrivs j, vilket uttalas som i engelskans journalist.
- ljudet /č/ skrivs c, vilket uttalas som i italienskans ciao.
- ljudet /j/ skrivs y, vilket uttalas som i engelskans yes.

## Formlära (Morfologi)
Inom formläran har persiskan förenklats kraftigt i jämförelse med de flesta indoeuropeiska språk.
Däremot har språket bland annat utvecklat en ny attributpartikel mellan det styrande och styrda ledet samt en markör för bestämt objekt.

### Nomen
Grammatiskt genus finns ej.
Bestämd artikel finns ej i standardspråket.
Obestämd form kan vid behov uttryckas med framförställt yek en och/eller med den obetonade ändelsen -i, till exempel yek gol, yek goli eller goli en blomma/någon blomma.
Böjning i kasus finns ej.
Substantiven och vissa pronomen har pluraländelsen -hâ (i vardagligt språk endast -â). Vid sidan av denna förekommer ändelsen -ân vid ord som betecknar personer samt vid enstaka andra ord, till exempel mardhâ (mardâ) / mardân män, golhâ (golâ) blommor. Pluraländelsen är alltid betonad.
Enstaka ord har även arabisk plural med vokalförändringar i stammen, till exempel harf ord, bokstav, pl. horuf.

### Adjektiv
Ungefär som i engelskan är gränsen mellan adjektiv och substantiv inte helt skarp. Adjektiven kan många gånger användas som substantiv och bland annat sättas i plural, till exempel pirhâ gamla (människor).
Adjektiv böjs annars endast i komparativ och superlativ. Dessa former bildas med hjälp av de betonade suffixen -tar resp. -tarin, till exempel bozorg stor, bozorgtar större, bozorgtarin störst.

### Adverb
Åtskillnad mellan adjektiv och adverb görs endast sällan.

### Pronomen
Personliga pronomen har både betonade och obetonade former. De obetonade formerna uppvisar dessutom olika subjektsformer och objektsformer.
|        | betonad form | obetonad subjektsform | obetonad objektsform |
| 1 p sg | man          | -am                   | -am                  |
| 2 p sg | to           | -i                    | -at (-et)            |
| 3 p sg | u            | -ad (-e) 2            | -aš (-eš)            |
| 1 p pl | mâ           | -im                   | -emân (-emun)        |
| 2 p pl | šomâ         | -id (-in)             | -etân (-etun)        |
| 3 p pl | ânhâ         | -and (-an)            | -ešân (-ešun)        |

1 Formerna inom parentes är mera vardagliga.
2 Imperfekt saknar ändelse i 3 person singular.
Personligt pronomen som objekt uttrycks antingen med betonad form följd av objektsmarkören râ (i vardagligt språk -ro, efter konsonant endast -o) eller med hjälp av den obetonade objektsformen, till exempel to râ did (toro did) eller didat (didet) han såg dig.
Både de betonade formerna och de obetonade objektsformerna kan användas för att uttrycka ägare och motsvarar därmed andra språks possessiva pronomen, till exempel pedar e man eller pedaram min far.
Demonstrativa pronomen är: in den här och ân (vardagligt un) den där.
Relativt pronomen är ke som. Detta är oböjligt.

### Verb
Persiskan har förhållandevis få egentliga verb. Oftast motsvaras svenska verb av en verbfras som består av ett nomen och ett verb med förhållandevis allmän betydelse, till exempel zendegi kardan [liv göra] bo, guš dâdan [öra ge] lyssna, zamin xordan [mark äta] falla omkull.
Persiska verb uppvisar ungefär samma tempus och modus som svenska verb. De böjs i person och numerus. Verbet sätts normalt sist i satsen.
Till verbet kan man foga både subjekts- och objektsändelser, till exempel didamat (didamet) jag såg dig.

#### Infinitiv
Alla persiska verb slutar i den traditionella infinitiven på den betonade ändelsen -an. Denna form används dock inte alls på samma sätt som infinitiven i västeuropeiska språk. Persisk infinitiv motsvarar snarare till sin användning det som i svenskan brukar kallas verbalsubstantiv eller svenska infinitivformer föregångna av att när de används som subjekt, objekt eller predikatsfyllnad i satsen. Däremot används inte denna form efter hjälpverb, vilket är den vanligaste funktionen i svenskan. Efter hjälpverb använder persiskan i stället i de allra flesta fall konjunktiv. I vissa fall används dock en kortare infinitiv som sammanfaller med den stam som blir kvar om man avlägsnar ändelsen -an från den längre infinitiven eller verbalsubstantivet.
| traditionell term |                           |                        | motsvarar närmast | funktion                  |
| lång infinitiv    | xaridan att köpa, köpande | xordan att äta, ätande | verbalsubstantiv  | nominalfras               |
| kort infinitiv    | xarid köpa                | xord äta               | infinitiv         | efter ett fåtal hjälpverb |

#### Stammar
Verbets böjning utgår från två stammar, presensstammen och preteritumstammen. Preteritumstammen är identisk med den korta infinitiven och fås alltså genom att infinitivändelsen -an avlägsnas, presensstammen därefter genom att preteritumsuffixet -id, -âd, -d eller -t avlägsnas från preteritumstammen. En del verb är mer eller mindre oregelbundna.
| infinitiv      | xaridan köpa | oftâdan falla | xordan äta | raftan gå | didan se |
| preteritumstam | xarid        | oftâd         | xord       | raft      | did      |
| presensstam    | xar          | oft           | xor        | rav       | bin      |

#### Preteritum,imperfektochpresens
Preteritum, imperfekt och presens böjs med samma ändelser, de personliga pronomenens obetonade subjektsformer, med undantag för 3 person singular, där preteritum och imperfekt saknar ändelse. I imperfekt och presens tilläggs ett särskilt prefix mi- som betecknar en fortlöpande process eller regelbundet upprepad handling.
I preteritum ligger betoningen på stammens sista stavelse, inte på personändelserna.
I imperfekt och presens övertar prefixet mi- alltid betoningen från stammen.
|        | preteritum         | imperfekt              | presens            |
| 1 p sg | xaridam köpte      | mixaridam köpte        | mixaram köper      |
| 2 p sg | xaridi             | mixaridi               | mixari             |
| 3 p sg | xarid              | mixarid                | mixarad (mixare)   |
| 1 p pl | xaridim            | mixaridim              | mixarim            |
| 2 p pl | xaridid (xaridin)  | mixaridid (mixaridin)  | mixarid (mixarin)  |
| 3 p pl | xaridand (xaridan) | mixaridand (mixaridan) | mixarand (mixaran) |

Prefixet mi- i imperfekt markerar att verbhandlingen var utsträckt eller upprepades över tid, till exempel mixaridam jag höll just på att köpa eller jag köpte vid flera tillfällen.
För att ytterligare markera att verbhandlingen handlingen är eller var av pågående karaktär i ett visst ögonblick kan presens respektive imperfekt av verbet dâštan ha sättas före huvudverbet. Detta verb förses dock aldrig med prefixet mi-, inte heller när det används självständigt.
|        | progressiv imperfekt                  | progressivt presens               |
| 1 p sg | dâštam mixaridam höll på att köpa     | dâram mixaram håller på att köpa  |
| 2 p sg | dâšti mixaridi                        | dâri mixari                       |
| 3 p sg | dâšt mixarid                          | dârad mixarad (dâre mixare)       |
| 1 p pl | dâštim mixaridim                      | dârim mixarim                     |
| 2 p pl | dâštid mixaridid (dâštin mixaridin)   | dârid mixarid (dârin mixarin)     |
| 3 p pl | dâštand mixaridand (dâštan mixaridan) | dârand mixarand (dâran mixaridan) |

#### Konjunktiv
Konjunktiven betecknar i grund och botten en ännu icke förverkligad handling. Detta gör att persisk konjunktiv i många fall motsvaras av svenskt futurum.
Konjunktivens former bildas genom att presensformernas partikel mi byts mot konjunktivprefixet be-. Betoningen ligger alltid på detta prefix.
| 1 p sg | bexaram skulle köpa, skall köpa, köper, köpte, hade köpt |
| 2 p sg | bexari                                                   |
| 3 p sg | bexarad (bexare)                                         |
| 1 p pl | bexarim                                                  |
| 2 p pl | bexarid (bexarin)                                        |
| 3 p pl | bexarand (bexaran)                                       |

Före verb vars rot innehåller /o/ eller /u/ används i vissa fall formen /bo/- av konjunktivprefixet, till exempel boxoram jag ska/skulle äta.
Före verb vars rot börjar med vokal används formen /bi/- av konjunktivprefixet, till exempel biâyam jag ska/skulle komma.

#### Imperativ
Särskild imperativform finns bara i 2 person singular. Den bildas genom att personändelsen -i avlägsnas från konjunktiven, till exempel bexar köp. I övriga personer används konjunktivformerna som imperativer.
Ett fåtal verb har en aning avvikande imperativform på grund av att /j/ eller /v/ sist i stammen faller bort:
- begu säg av beguyi du ska/skulle säga resp. miguyi du säger.
- biâ kom av biâyi du ska/skulle komma resp. miâyi du kommer.

Om stammen slutar på /av/ övergår dessutom /a/ till /o/ när /v/ faller vilket även för med sig att vokalen i prefixet förändras:
- boro gå av beravi du ska/skulle gå resp. miravi du går.

#### Futurum
Traditionellt bildas futurum med hjälpverbet mixâhad vill utan prefixet mi- följt av huvudverbets korta infinitivform. Denna konstruktion används dock inte i särskilt stor utsträckning i modernt vardagligt språk. I stället används helt enkelt presens eller en omskrivande konstruktion med det fulla hjälpverbet mixâhad följt av huvudverbet i konjunktiv. I talspråket dras dessutom hjälpverbet gärna samman till en förkortad form.
|        | traditionellt futurum | modernare omskrivet futurum                        |
| 1 p sg | xâham xarid ska köpa  | mixâham bexaram (mixâm bexaram) vill / tänker köpa |
| 2 p sg | xâhi xarid            | mixâhi bexari (mixâi bexari)                       |
| 3 p sg | xâhad xarid           | mixâhad bexarad (mixâd bexare)                     |
| 1 p pl | xâhim xarid           | mixâhim bexarim (mixâim bexarim)                   |
| 2 p pl | xâhid xarid           | mixâhid bexarid (mixâin bexarin)                   |
| 3 p pl | xâhand xarid          | mixâhand bexarand (mixân bexaran)                  |

#### Perfekt particip
Av imperfektstammen bildas prefekt particip med den betonade ändelsen -e, till exempel xaridé köpt.

#### Perfekt,pluskvamperfekt
Med utgångspunkt i detta particip bildas perfekt och pluskvamperfekt. Perfekt bildas med pronomenens obetonade subjektsformer med undantag för 3 person singular som har ändelsen -ast (vilket är presens 3 person singular av verbet vara). Pluskvamperfekt bildas med imperfektformerna av verbet vara.
I det vardagliga talspråket dras dock gärna ändelsen i perfekt samman med stammen så att formerna sammanfaller med imperfekten. Den enda skillnaden utgörs då av betoningens placering, i imperfekt på stammen, i perfekt på ändelsen.
|        | Imperfekt          | Perfekt                      | Pluskvamperfekt              |
| 1 p sg | xaridam köpte      | xaride'am (xaridam) har köpt | xaride budam hade köpt       |
| 2 p sg | xaridi             | xaride'i (xaridi)            | xaride budi                  |
| 3 p sg | xarid              | xaride'ast (xaride)          | xaride bud                   |
| 1 p pl | xaridim            | xaride'im (xaridim)          | xaride budim                 |
| 2 p pl | xaridid (xaridin)  | xaride'id (xaridin)          | xaride budid (xaride budin)  |
| 3 p pl | xaridand (xaridan) | xaride'and (xaridan)         | xaride budand (xaride budan) |

## Satslära (Syntax)

### Ordföljd
Ordföljden är i huvudsak subjekt – objekt – adverbial – predikat.
Attribut (adjektiv, genitiv etc.) placeras så gott som alltid efter huvudordet, till exempel pedar e dust e xub e man [father of friend of good of I] min gode väns far. Undantag utgör superlativer och vissa ordningstal som slutar på -in, till exempel bozorgtarin xane [big most house] det största huset, avvalin ruz första dagen vid sidan av xane ye bozorgtar az hame [house of big more from all] resp. ruz e avval [day of first].
Frågeorden placeras som regel på den plats i satsen där motsvarande satsdel skulle stå i ett påstående, till exempel Pedar e šomâ kojâ zendegi mi konad? [Father of you where life makes?] Var bor er far?

### Objekt
Obestämt direkt objekt markeras inte särskilt. Kontext och ordföljd är i stället avgörande.
Bestämt objekt följs av den enklitiska objektsmarkören râ som placeras efter hela satsdelen med alla ingående bestämningar, till exempel pedar e pir e to râ didam [father of old of you def.obj. I saw] jag såg din gamle far.

### Attribut
Alla typer av attribut uttrycks med hjälp av attributmarkören e som i många fall motsvaras av engelskans of. Med hjälp av detta e uttrycks bland annat 
- adjektivattribut (som placeras efter huvudordet): gol e xub [flower of beauty] en fin blomma,
- genitivattribut (ägande): mâdar e dust e man [mother of friend of I] min väns mor,
- apposition (förtydligande): šahr e Tehrân [city of Teheran] staden Teheran.